# TFPI
TFPI (англ. Tissue factor pathway inhibitor) – білок, який кодується однойменним геном, розташованим у людей на короткому плечі 2-ї хромосоми.  Довжина поліпептидного ланцюга білка становить 304 амінокислот, а молекулярна маса — 35 015.
| 10         |  | 20         |  | 30         |  | 40         |  | 50         |
| ---------- |  | ---------- |  | ---------- |  | ---------- |  | ---------- |
| MIYTMKKVHA |  | LWASVCLLLN |  | LAPAPLNADS |  | EEDEEHTIIT |  | DTELPPLKLM |
| HSFCAFKADD |  | GPCKAIMKRF |  | FFNIFTRQCE |  | EFIYGGCEGN |  | QNRFESLEEC |
| KKMCTRDNAN |  | RIIKTTLQQE |  | KPDFCFLEED |  | PGICRGYITR |  | YFYNNQTKQC |
| ERFKYGGCLG |  | NMNNFETLEE |  | CKNICEDGPN |  | GFQVDNYGTQ |  | LNAVNNSLTP |
| QSTKVPSLFE |  | FHGPSWCLTP |  | ADRGLCRANE |  | NRFYYNSVIG |  | KCRPFKYSGC |
| GGNENNFTSK |  | QECLRACKKG |  | FIQRISKGGL |  | IKTKRKRKKQ |  | RVKIAYEEIF |
| VKNM       |  |            |  |            |  |            |  |            |

A: Аланін

C: Цистеїн

D: Аспарагінова кислота

E: Глутамінова кислота

F: Фенілаланін

G: Гліцин

H: Гістидин

I: Ізолейцин

K: Лізин

L: Лейцин

M: Метіонін

N: Аспарагін

P: Пролін

Q: Глутамін

R: Аргінін

S: Серин

T: Треонін

V: Валін

W: Триптофан

Кодований геном білок за функціями належить до інгібіторів протеаз, інгібіторів серинових протеаз. 
Задіяний у таких біологічних процесах як зсідання крові, гемостаз, поліморфізм, альтернативний сплайсинг. 
Локалізований у мембрані, ендоплазматичному ретикулумі, мікросомах.
Також секретований назовні.